# Xhafer Ypi

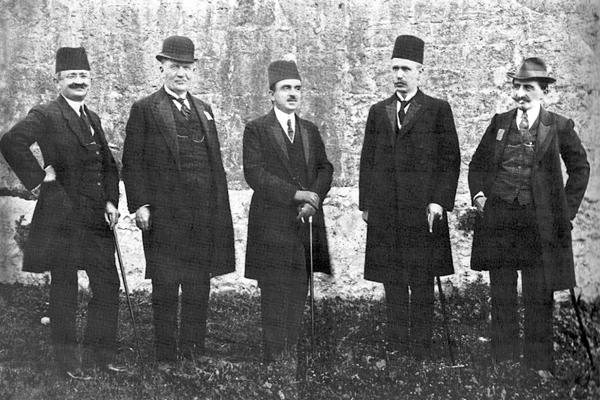
Pierwszy z lewej Xhafer Ypi

Xhafer Ypi (ur. 1880 w Starje, zm. w grudniu 1940) – albański polityk, premier Albanii, bektaszyta.

## Życiorys
Syn Asllana Ypiego, właściciela ziemskiego. W latach 1920–1921 sprawował funkcję ministra spraw wewnętrznych oraz ministra sprawiedliwości. Jako lider jednej z partii sformował w grudniu 1921 r. rząd, w którym Fan Noli był ministrem spraw zagranicznych, zaś Ahmed Zogu ministrem spraw wewnętrznych. Do 4 grudnia 1922 r. pełnił funkcję premiera. Później natomiast, w gabinecie Ahmeda Zogu objął urząd ministra spraw zagranicznych.
Od 2 grudnia 1922 do 31 stycznia 1925 r. Ypi był członkiem Rady Najwyższej. Gdy w 1924 r. Fan Noli w wyniku zamachu stanu sięgnął po władzę, Ypi zdecydował się na emigrację, choć formalnie nie zrzekł się sprawowanych funkcji. Zajęcie Albanii przez Włochy wiosną 1939 r. Ypi potraktował jako wyzwolenie kraju spod reżimu króla Zoga I. Po udaniu się króla na emigrację w kwietniu 1939 r. Ypi został przewodniczącym Tymczasowej Rady Administracyjnej i jej pełnomocnikiem ds. sprawiedliwości.
Od 12 kwietnia 1940 r. był ministrem sprawiedliwości w gabinecie Shefqeta Verlaçi. Został zabity przez bombę, zrzuconą z samolotu.